# Litvorový žľab
Litvorový žľab ( polsky Litworovy Źleb německy Litovorovy Graben maďarsky Litovorovy Zleb, Litvorovy zsleb je úzká přibližně 2 km dlouhá dolina, ne žlab, ve východní části Bielovodské doliny ve Vysokých Tatrách. Je situována v uzávěru pod Širokým sedlom a ze stran ohraničena severozápadním ramenem Široké a západním ramenem Štítu nad Zelenou Dolinkou ( polsky Zielona Czuba 

## Název
Odvíjí se od výskytu anděliky lékařské (Archangelica officinalis), která dříve hojně rostla ve Vysokých Tatrách. Její ústup zapříčinili kořenáři, kteří z ní nelegálně vyráběli destiláty proti "devíti chorobám". Žlabem se nazývá jen proto, že má velmi úzký tvar. 

## Přírodopis
Pramení zde Litvorová voda ( polsky Litworowa Woda kterou si však netřeba mýlit s Litvorovým potokem v témže dolinnom systému. Splývá s Bielou vodou ve výši 1190 m n. m. jako pravostranný přítok z Litvorového žlabu. Odvodňuje Spismichalovu dolinu. Horní část žlabu je pokryta travnatými porosty, dolní část je zalesněná. Je to přísně chráněná přírodní rezervace TANAPu. 